# Fjodor Grigorjewitsch Uglow
Fjodor Grigorjewitsch Uglow (russisch Фёдор Григорьевич Углов; * 22. Septemberjul. / 5. Oktober 1904greg. in Tschugujewo, Rajon Kirensk, Gouvernement Irkutsk, Russisches Kaiserreich; † 22. Juni 2008 in Sankt Petersburg) war ein sowjetischer und russischer Chirurg, der unter anderem als einer der ersten Ärzte in der Sowjetunion 1953 Methoden der chirurgischen Behandlung von Herzfehlern entwickelte. 1994 erhielt er einen Eintrag im Guinness-Buch der Rekorde als ältester praktizierender Chirurg und praktizierte noch bis zu seinem 102. Lebensjahr.

## Leben

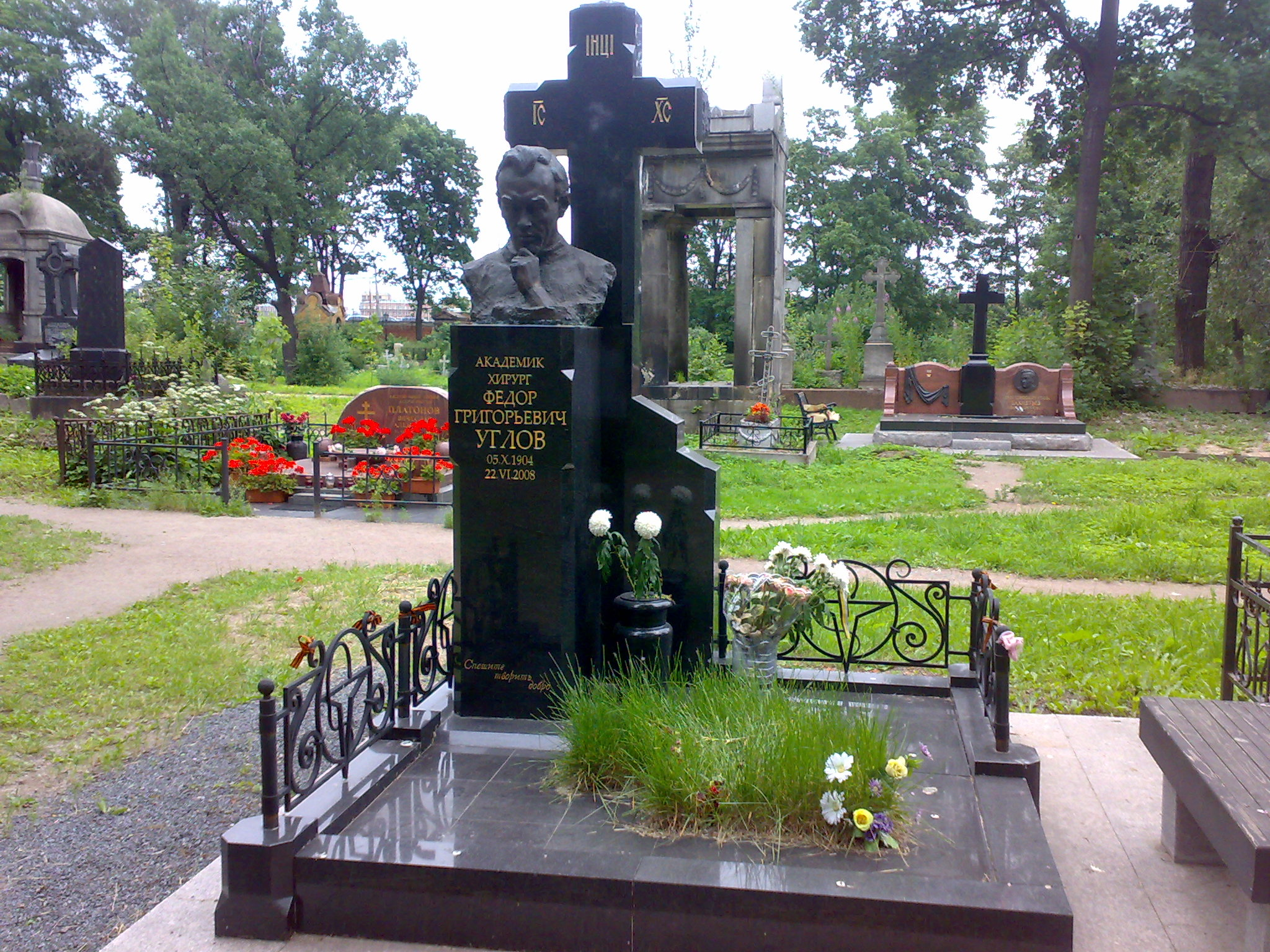
Grabstätte von Fjodor Grigorjewitsch Uglow

Fjodor Grigorjewitsch Uglow begann nach dem Schulbesuch ein Studium der Medizin an der Medizinischen Fakultät der Staatliche Universität Irkutsk und setzte dieses an der Medizinischen Fakultät der Staatlichen Universität Saratow fort, an der er es 1929 abschloss. Im Anschluss war er als Arzt im Praktikum in Krankenhäusern in der Oblast Wolgograd, der Abchasischen Sozialistischen Sowjetrepublik, zwischen 1931 und 1933 am „Ilja Iljitsch Metschnikow“-Krankenhaus in Leningrad sowie in Kirensk tätig. Während dieser Zeit trat er 1931 der Kommunistischen Allunions-Partei (Bolschewiki) (WKP (B)) als Mitglied bei. Nach Abschluss seines Praktikums in der Stadt Kirensk arbeitete er als Chefarzt und Leiter der chirurgischen Abteilung des Interbezirkskrankenhauses für Wasserarbeiter (1933–1937) sowie im Rahmen einer Aspirantur an der Nordwestlichen Staatlichen Medizinischen Mechnikow-Universität in Leningrad. Er befasste sich in dieser Zeit insbesondere mit Forschungen zu Typhus sowie Fleckfieber und verfasste erste ersten wissenschaftlichen Arbeiten in den Artikeln О гнойниках прямой мышцы живота при брюшном тифе (Über die Abszesse des Rectus abdominis bei Typhus, 1938) und К вопросу об организации и работе хирургических отделений на далекой периферии (Über die Organisation und Arbeit chirurgischer Abteilungen in der fernen Peripherie, 1938). Nach der Verteidigung seiner Dissertation Смешанные опухоли (тератомы) пресакральной области (Mischtumore (Teratome) der präsakralen Region, 1939) war er zwischen 1939 und 1940 als Militärarzt im Winterkrieg gegen Finnland eingesetzt. Im Anschluss wurde er 1940 Wissenschaftlicher Assistent an der Nordwestlichen Staatlichen Medizinischen Mechnikow-Universität, an der er von 1944 und 1950 als Privatdozent tätig war. Während des Deutsch-Sowjetischen Krieges und der vom 8. September 1941 bis zum 27. Januar 1944 dauernden Leningrader Blockade im Zweiten Weltkrieg arbeitete er zudem als Ärztlicher Direktor und Chefarzt der Chirurgie eines Krankenhauses der Stadt.
Uglow, der 1949 einen Doktor der Medizin erwarb, wurde 1950 als Professor Leiter der Abteilung für Krankenhauschirurgie der Staatlichen Medizinischen Universität Sankt Petersburg „Iwan Petrowitsch Pawlow“ und leitete dieses bis 1991. Dort entwickelte er unter anderem als einer der ersten Ärzte in der Sowjetunion 1953 Methoden der chirurgischen Behandlung von Herzfehlern und schlug eine Reihe von operativen Methoden und Werkzeugen vor. Zudem war er seit 1953 Herausgeber von Вестник хирургии им. И. И. Грекова, der nach dem Mediziner Iwan Iwanowitsch Grekow benannten Fachzeitschrift „Bulletin der Chirurgie“, und wurde 1955 zunächst Korrespondierendes Mitglied der Akademie der medizinischen Wissenschaften der UdSSR (Академия медицинских наук СССР). 1961 erhielt er für die Entwicklung chirurgischer Methoden zur Behandlung von Lungenerkrankungen den Leninpreis. Er wurde 1967 Mitglied der Akademie der medizinischen Wissenschaften der UdSSR und war zwischen 1967 und 1972 Direktor des zum Gesundheitsministerium gehörenden All-Unions-Forschungsinstituts für Pulmologie. Er befasste sich in der Folgezeit auch mit Problemen an Speiseröhren, der Portalen Hypertension, Hypothermie in der Thoraxchirurgie und anderen Fragen bei chirurgischen Eingriffen. Für seine Verdienste in der Sowjetunion wurde er mehrfach geehrt und erhielt unter anderem den Orden des Vaterländischen Krieges II. Klasse, zwei Mal den Orden des Roten Banners der Arbeit, den Orden der Völkerfreundschaft, die Medaille „Für Verdienste im Kampf“, die Medaille „Für die Verteidigung Leningrads“ und die Medaille „Sieg über Deutschland“. Ferner wurde er zwei Mal mit der Goldmedaille sowie ein weiteres Mal mit der Silbermedaille der Ausstellung der Errungenschaften der Volkswirtschaft sowie mit dem Titel Erfinder der UdSSR ausgezeichnet.
Uglow erlangte in den 1970er und 1980er Jahren mit einer Reihe von Veröffentlichungen und Abhandlung gegen Alkoholismus einen gewissen Bekanntheitsgrad. Er stand an der Spitze der 1985 von Michail Sergejewitsch Gorbatschow in die Wege geleiteten Anti-Alkohol-Kampagne in der Sowjetunion und erhielt für seine landesweiten Vorträge 1982 erneut den Leninpreis. 1994 erhielt er einen Eintrag im Guinness-Buch der Rekorde als ältester operierender Chirurg und praktizierte noch bis zu seinem 102. Lebensjahr. Für seine medizinischen Verdienste in Russland wurde er des Weiteren mit dem Verdienstorden für das Vaterland Dritter Klasse und Vierter Klasse ausgezeichnet. Nach seinem Tode im Alter von 103 Jahren wurde er auf dem Sankt Petersburger Nikolaus-Friedhof beigesetzt.

## Veröffentlichungen
- Резекция лёгких, (Lungenresektion), 1950, Neuauflage 1954
- Рак лёгкого, (Lungenkrebs), 1958, Neuauflage 1962
- Тератомы пресакральной области, (Teratome der präsakralen Region), Mitautor R. A. Mursalow, 1959
- Диагностика и лечение слипчивого перикардита, (Diagnose und Behandlung der adhäsiven Perikarditis), Mitautor M. A. Samoilow, 1962
- Хирургическое лечение портальной гипертензии, (Chirurgische Behandlung der portalen Hypertension), Mitautor T. O. Korjakin, 1964
- Осложнения при внутригрудных операциях, (Komplikationen bei intrathorakalen Operationen), Mitautoren W. P. Puglejew, A. M. Jakowlew, 1966
- Катетеризация сердца и селективная ангиокардиография, (Herzkatheterisierung und selektive Angiokardiographie), Mitautor J. F. Neklassow, 1974
- Сердце хирурга, (Herz des Chirurgen), 1974, ISBN 978-5-17-047522-3
- Патогенез, клиника и лечение хронической пневмонии, (Pathogenese, Klinik und Behandlung chronischer Pneumonie), 1976
- Человек среди людей (записки врача), (Der Mensch unter Menschen (Arztnotizen)), 1978
- Живём ли мы свой век, (Leben wir unser Jahrhundert), Mitautor Iwan Wladimirowitsch Drozdow, 1983
- Под белой мантией, (Unter dem weißen Gewand), 1984, ISBN 5-265-01208-7
- Образ жизни и здоровь, (Lebensstil und Gesundheit), 1985
- В плену иллюзий, (Gefangen in Illusionen), 1985
- Из плена иллюзий, (Aus der Gefangenschaft der Illusionen), 1986
- Основные принципы синдромальной диагностики и лечения в деятельности врача-хирурга поликлиник, (Grundprinzipien der Syndromdiagnostik und -behandlung in der Tätigkeit eines Chirurgen in Polikliniken), 1987
- Береги здоровье и честь смолоду, (Kümmere dich von klein auf um Gesundheit und Ehre), 1988, ISBN 5-7155-0133-4
- Ломехузы, (Lomechusa), 1991
- Самоубийцы, (Selbstmorde), 1995
- Капкан для России, (Falle für Russland), 1995
- Человеку мало века, (Ein Jahrhundert ist nicht genug für einen Mann), 2001, ISBN 5-02-026165-3
- Правда и ложь о разрешённых наркотиках, (Wahrheiten und Lügen über legale Drogen), 2004, ISBN 5-89747-057-X
- Тени на дорогах, (Schatten auf den Straßen), 2004